# Machimus ibizensis
Machimus ibizensis là một loài ruồi trong họ Asilidae. Machimus ibizensis được Gil & Collado miêu tả năm 1932. Loài này phân bố ở vùng Cổ Bắc giới.